# Frank Ticheli
Frank Ticheli (Monroe (Louisiana),  21 januari 1958) is een Amerikaans componist, muziekpedagoog en trompettist die zowel muziek voor orkest, koor, kamermuziek en blaasensembles componeerde.

## Levensloop
Een aantal van zijn composities voor concertband zijn inmiddels internationaal erkend als standaardwerk. Alhoewel hij de enige van de familie is die doorgegaan is in de muziek, heeft hij wel een muzikale achtergrond. Zijn grootvader speelde saxofoon in een jazzband in Chicago: Five Aces. Volle neven van zijn grootvader waren mede-oprichters van Dukes of Dixieland.
Ticheli studeerde af aan de L.V. Berkner High School in Richardson (Texas) en kreeg zijn Bachelor of Music in compositie van Southern Methodist University. Hij studeerde verder aan de Universiteit van Michigan, waar hij les kreeg van William Albright, Leslie Bassett, George Wilson, en William Bolcom. Daarna werd Ticheli Assistent professor aan het Trinity University (Texas) in San Antonio. Van 1991 tot 1998 was Ticheli de huiscomponist van het Pacific Symphony Orchestra in Orange County (Californië). Momenteel is hij Professor Muziek aan de University of Southern California's Thornton School of Music.
Met zijn composities heeft hij tal van prijzen in de wacht gesleept; tegelijkertijd heeft dat een flink aantal opdrachten voor composities opgeleverd voor allerlei professionele en amateurmuziekgezelschappen.

## Oeuvre (selectief)

### Werken voor orkest
- Shooting Stars (2004)
- Symfonie nr. 1 (2001)
- Blue Shades (2002)
- Radiant Voices (1995)
- On Time's Stream (1995)
- Postcard (1995)
- Pacific Fanfare (1995)
- Images of a Storm (1983)

### Werken voor instrumenten met orkest
- An American Dream (1998)
- Playing With Fire (1992)
- Concerto for Trumpet and Orchestra (1990)

### Werken voor harmonieorkest
- Wild Nights (2007)
- Nitro (2006)[1]
- Sanctuary (2006)[2]
- Abracadabra (2005)
- Joy Revisited (2005)
- Joy (2005)
- Symfonie nr. 2 (2004)
- Ave Maria (2004)
- A Shaker Gift Song (2004)
- Pacific Fanfare (2003)
- Loch Lomond (2002)
- Simple Gifts: Four Shaker Songs (2002)
- An American Elegy (2000)
- Vesuvius (1999)[3]
- Shenandoah (1999)[4]
- Blue Shades (1997)[5][6]
- Sun Dance (1997)
- Cajun Folk Songs II (1997)[7]
- Postcard (1994)
- Amazing Grace (1994)[8]
- Gaian Visions (1991)
- Cajun Folk Songs (1990)
- Fortress (1988)
- Portrait of a Clown (1988)
- Music for Winds & Percussion (1987) (dissertatie);
- Concertino for Trombone and Band (1984) (afstudeerproject).[9][10]

### Koor
- Earth Song (2007)
- The Song Within (2004)
- There Will Be Rest (2000)

### Kamermuziek
- Out of the Blue (2004)
- Songs of Tagore (1992)
- Back Burner (1989)
- Here We Stand (1989)
- Concertino for Trombone (1987)
- The First Voice (1987)
- String Quartet (1986)
- Fantasy (1984)
- Two Songs of Loss (1983)
- Humouresque (1980)
- Poltergeists (1980)
- No Time (1980)
- Three Movements (1979)
- Trio for Brass (1978)

## Media
1. ↑  Nitro door Columbus State University - Schwob School of Music - Wind Ensemble. Gearchiveerd op 2 oktober 2016.
2. ↑  Sanctuary door Keimyung University Symphonic Band o.l.v. Frank Ticheli
3. ↑  Vesuvius door Banda Sinfónica de Sociedad Musical Armónica de San Antonio o.l.v. Manuel Godoy
4. ↑  Shenandoah
5. ↑  Blue Shades (1/2) door Keimyung University Symphonic Band o.l.v. Frank Ticheli
6. ↑  Blue Shades (2/2) door Keimyung University Symphonic Band o.l.v. Frank Ticheli. Gearchiveerd op 10 juli 2023.
7. ↑  Cajun Folk Songs II
8. ↑  Amazing Grace door Keimyung University Symphonic Band o.l.v. Frank Ticheli. Gearchiveerd op 9 oktober 2016.
9. ↑  Concertino for Trombone and Band (1/2) door Jacques Mauger (trombone solo) Keimyung University Symphonic Band o.l.v. Frank Ticheli
10. ↑  Concertino for Trombone and Band (2/2) door Jacques Mauger (trombone solo) Keimyung University Symphonic Band o.l.v. Frank Ticheli

- Bibsys: 14022187
- Bibliothèque nationale de France: cb16580650q (data)
- Gemeinsame Normdatei: 1089766513
- International Standard Name Identifier: 0000 0000 8327 6870
- Library of Congress Control Number: n95008848
- MusicBrainz: ea86fb7f-c470-41c4-bf10-eb88d5d429fe
- Nederlandse Thesaurus van Auteursnamen: 416172792
- SNAC: w6cp5181
- Système universitaire de documentation: 181619474
- Virtual International Authority File: 4690149068411165730000